# Vlieger (vaargeul)
De vaargeul Vlieger is een (met sparboeien) betonde vaargeul in het Grevelingenmeer op de grens van de provincies Zeeland en Zuid-Holland. Het water is ongeveer 3⅓ km lang en loopt, ongeveer west-oost, van het knooppunt van de vaargeulen Grevelingen met de Paardengeul aan de westkant naar het knooppunt van de vaargeulen het Springersdiep met de vaargeul Hals aan de oostkant. De vaarweg ligt noord het eiland Veermansplaat.
Het water is zout en heeft geen getij.
De vaargeul Vlieger is te gebruiken voor schepen met CEMT-klasse III. De diepte is -4,3 tot -2,7 meter t.o.v. het meerpeil.
De Vlieger is onderdeel van het Natura 2000-gebied Grevelingen.